# 伊東蒼
伊東蒼（2005年9月16日—），日本女演員。童星出身，經紀公司為Humanite。

## 經歷
伊東蒼5歲時，因為被父母帶去試鏡，因而踏入藝能界並加入童星經紀公司。
2016年，因參演中野量太執導的口碑電影《幸福湯屋》而開始獲得注目，並在該年獲得高崎電影節最優秀新人賞。翌年主演電影《美麗的島嶼》，獲得知名的每日電影獎最佳新進女演員獎。其後因專注學業，暫停一段時間的戲劇工作。
2020年4月，離開童星經紀公司，移籍至Humanite。
2021年，首次參演NHK晨間劇《歡迎回來百音》。同年，演出在該年頒獎季獲得多座電影獎的作品《空白》，片中飾演古田新太的女兒。
2022年，參演電影《尋人啟弒》，在片中擔任重要角色，詮釋獲得好評。

## 戲劇作品

### 電視劇
- 彼時生命（日语：アントキノイノチ#テレビドラマ）（2011年11月5日，TBS電視台） - しょう子
- NHK大河劇（NHK）
  - 平清盛（2012年）- 盛子
  - 怎麼辦家康（2023年）- 阿月
- Beginners! 第4話（2012年8月9日，TBS） - ひより
- 東京下町古書店 第4話（2013年11月2日，日本電視台） - 堀田藍子（幼少期）
- 牙狼〈GARO〉-魔戒之花- 第8話（2014年5月23日，東京電視台） - マリ
- ラギッド!（2015年2月21日，NHK BS Premium） - 誘拐犯的女兒
- 新娘暖簾第四季（2015年，東海電視台） - 小島麻里亜
- 氷の轍（2016年11月5日，ABC電視台） - 兵頭千恵子（幼少期）
- 家裡蹲老師（日语：ひきこもり先生）第4話（2021年7月3日，NHK） - 吉村なつき
- 即使如此也要宣誓愛嗎？（2021年10月3日 - ABC電視台、朝日電視台）- 神山菜月
- NHK晨間劇 歡迎回來百音（2021年10月4日〈第21週〉 - ，NHK） - 石井あかり
- 群青領域（日语：群青領域） 第6話 - （2021年11月26日 - ，NHK）- 高嶋映里
- 溫柔的貓（日语：やさしい猫）（2023年6月24日 - 7月29日，NHK）- 首藤マヤ
- 新宿野戰醫院 第2話 - （2024年7月10日 - ，富士電視台）- 宮嶋まゆ
- 宇宙漂浮教室（2024年10月8日 - ，NHK）- 名取佳純

### 電影
- 貞子3D2（2013年8月30日，角川書店） - 楓子（幼少期）
- 幸福湯屋（2016年10月29日，KLOCKWORX） - 片瀬鮎子
- 美麗的島嶼（日语：島々清しゃ）（2017年1月21日，東京テアトル） - 主演・花島うみ
- キセキ -あの日のソビト-（2017年1月28日，東映）
- 花戰（日语：花戦さ）（2017年6月3日，東映） - 季
- 望鄉（日语：望郷 (湊かなえの小説)）（2017年9月16日，AVEX Digital） - 平川夢都子（幼少期）
- 累（2018年9月7日，東寶） - 淵累（幼少期）
- gangoose（日语：ギャングース#実写映画）（2018年11月23日，Kino Films） - ヒカリ
- 空白（2021年9月23日，Star Sands、KADOKAWA） - 添田花音
- 尋人啟弒（日语：さがす (映画)）（2022年1月21日,アスミック・エース） - 原田楓

### 動畫電影
- 迷宮的栞（2026年1月，GAGA） - 倉科希星[5]

### 網路劇
- 君と僕との約束（2012年、BeeTV） - 川瀬早季子（幼少期）

## 廣告
- 小學館 小學一年生

## 獎項
- 2017年
  - 第31回高崎電影節（日语：高崎映画祭） 最優秀新人賞（《幸福湯屋》）

- 2018年
  - 第72回每日電影獎 新人女優賞（《美麗的島嶼（日语：島々清しゃ）》）

- 2022年
  - 第14回TAMA電影獎 最優秀新進女優賞（《尋人啟弒（日语：さがす (映画)）》）

- 2023年
  - 第77回每日電影獎 女優助演賞（《尋人啟弒（日语：さがす (映画)）》）
  - 第32回日本電影影評人大獎 新人女優賞（《尋人啟弒》）

## 外部連結
- Humanité事務所官方網站 （页面存档备份，存于）